# Conselho Britânico-Irlandês
O Conselho Britânico-Irlandês (em inglês British–Irish Council, BIC) é uma organização internacional criada no Acordo da Sexta-feira Santa de 1998. Seus membros são:
- Os dois governos soberanos da República de Irlanda e o Reino Unido.
- As três administrações da Irlanda do Norte, Escócia e Gales.
- As dependências da Coroa Britânica de Guernsey, ilha de Man e Jersey.

O conselho estabeleceu-se formalmente com a assinatura do acordo britânico-irlandês em 2 de Dezembro de 1999. Seu objetivo principal é "promover a harmonia e o mútuo benefício da totalidade dos povos das ilhas". O conselho tem um secretariado, localizado em Edimburgo, Escócia, e realizam-se reuniões em sessões semestrais e em encontros ministeriais.

## Nome do conselho
Inicialmente, sugeriram-se como nomes do conselho Conselho das Ilhas Britânicas ou Conselho das Ilhas. No entanto, tida conta da sensibilidade ao redor do termo Ilhas Britânicas, particularmente na Irlanda, aceitou-se o nome Conselho Britânico-Irlandês.
O nome oficial do conselho também pode ser representado nas línguas dos diferentes membros:
- Irlandês: Comhairle na Breataine-na hÉireann[3]
- Guerneseyés: Conseil Britannique-Irlàndais
- Jerseyés: Conseil Britannique-Irlandais
- Manés: Coonceil Ghoaldagh-Yernagh
- Gaélico escocês: Comhairle Bhreatainn-Èirinn
- Escocês: Brits-Airis Cooncil
- Galés: Cyngor Prydain-Iwerddon

## Membros
| Administração    | Foto | Representante     | Título                 |
| ---------------- | ---- | ----------------- | ---------------------- |
| Guernsey         |      | Jonathan Lhe Tocq | Ministro chefe         |
| Ilha de Man      |      | Allan Bell        | Ministro chefe         |
| Irlanda          |      | Enda Kenny        | Taoiseach              |
| Jersey           |      | Senador Ian Gorst | Ministro chefe         |
| Irlanda do Norte |      | Arlene Foster     | Primeira-Ministra      |
| Irlanda do Norte |      | Michelle O'Neill  | Vice Primeiro-Ministro |
| Escócia          |      | Nicola Sturgeon   | Primeira-Ministra      |
| Reino Unido      |      | Boris Johnson     | Primeiro Ministro      |
| Gales            |      | Mark Drakeford    | Premiê                 |